# Allocotoproctus stoltzei
Allocotoproctus stoltzei är en mångfotingart som beskrevs av Hoffman 1990. Allocotoproctus stoltzei ingår i släktet Allocotoproctus och familjen Oxydesmidae. Inga underarter finns listade i Catalogue of Life.